# 環形市政廳
49°36′41″N 06°07′47″E / 49.61139°N 6.12972°E

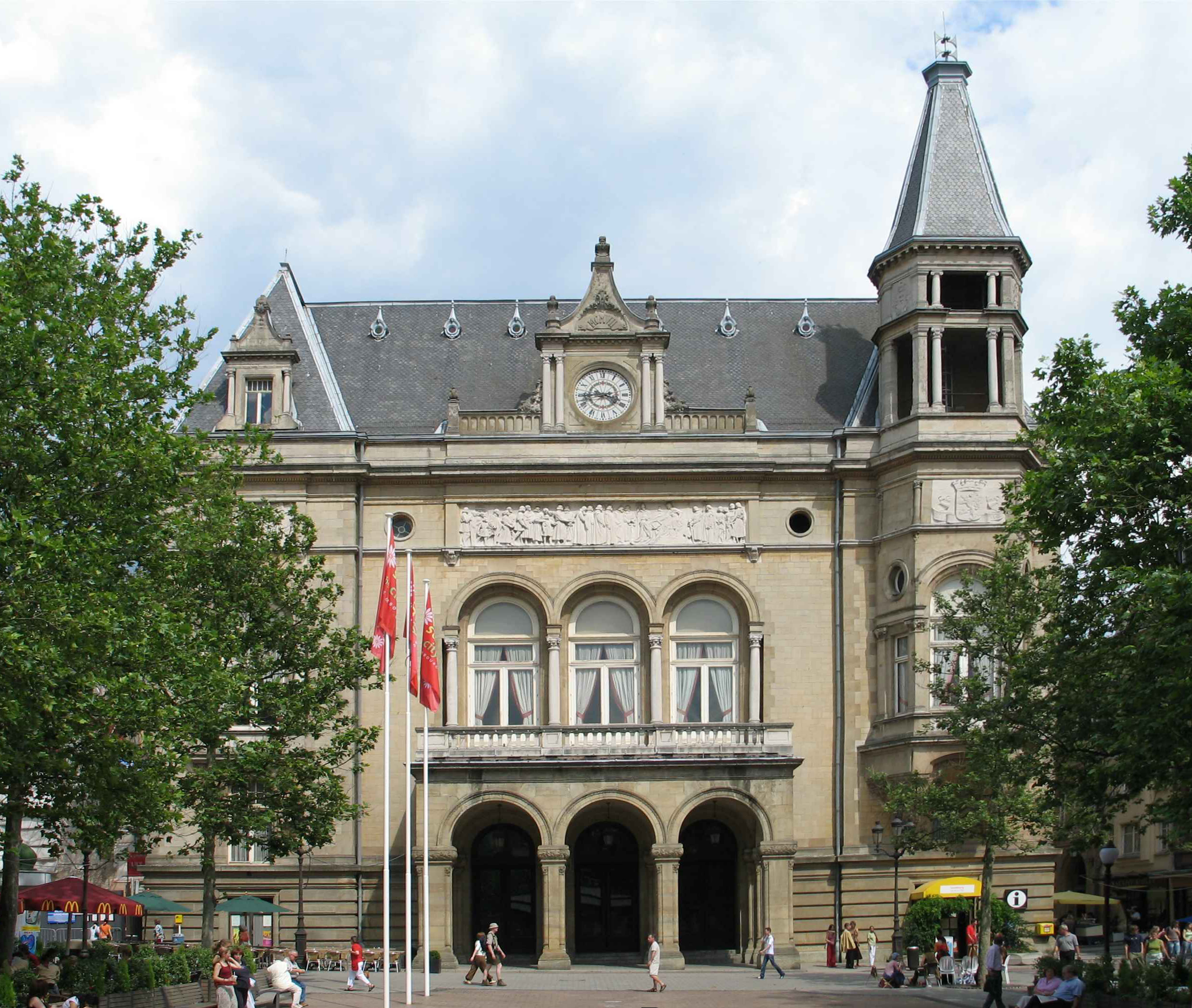
環形市政廳

環形市政廳（Cercle-Cité）是盧森堡南部盧森堡市的一座建築，位於盧森堡市區東部。2006年，為將環形市政廳改建為一座會展中心，環形市政廳暫時關閉，並在2011年重新開放。